# Saint-Pantaléon-de-Lapleau
Saint-Pantaléon-de-Lapleau is een gemeente in het Franse departement Corrèze (regio Nouvelle-Aquitaine) en telt 69 inwoners (2009). De plaats maakt deel uit van het arrondissement Tulle.

## Geografie
De oppervlakte van Saint-Pantaléon-de-Lapleau bedraagt 8,1 km², de bevolkingsdichtheid is dus 8,5 inwoners per km².
De onderstaande kaart toont de ligging van Saint-Pantaléon-de-Lapleau met de belangrijkste infrastructuur en aangrenzende gemeenten.

## Demografie
Onderstaande figuur toont het verloop van het inwonertal (bron: INSEE-tellingen).